# Хамраев, Мурат Эдуардович
Мурат Хамраев (туркм. Myrat Hamraýew; 14 мая 1983, Ашхабад, Туркменская ССР, СССР) — туркменский футболист, защитник клуба «Энергетик» и сборной Туркменистана.

## Карьера
Мурат Хамраев начал свою профессиональную карьеру в 2004 году в составе команды «Ниса» и играл там до середины 2005 года. В том году он перешёл в клуб «Асудалык» но вскоре в 2007 году переехал в Узбекистан и подписал контракт с самаркандским «Динамо».
В начале 2009 года он перешёл в ещё один узбекский клуб «Алмалык», в составе «Алмалыка» Хамраев не продержался и полгода и переехал в азербайджанский клуб «Карван». В составе «Карвана», Мурат Хамраев играл до середины 2010 года в двенадцати матчах.
В августе того же года он вернулся в «Алмалык» и играл в Узбекистане полтора сезона. За это время он успел играть в тридцати трех матчах и забил один гол. В начале 2012 года Хамраев вернулся в Туркменистан и подписал контракт с «Балканом».
В 2015 году перешёл в «Ахал».

### Карьера в сборной
В составе национальной сборной Туркменистана Хамраев играет с 2004 года и за это время играл в составе сборной в семи матчах.

## Достижения
- Чемпион Туркменистана: 2012
- Вице-чемпион Туркменистана: 2004
- Обладатель Кубка Туркменистана: 2012
- Обладатель Суперкубка Туркменистана: 2012
- Обладатель Кубка Президента АФК: 2013[8]